# Campeonato Brasiliense Segunda Divisão 2018
In 2018 werd het 22ste Campeonato Brasiliense Segunda Divisão gespeeld voor clubs uit het Federaal District, waartoe de hoofdstad Brasilia behoort. De competitie werd georganiseerd door de FFDF en werd gespeeld van 11 augustus tot 29 september. Capital werd kampioen.

## Eerste fase

### Groep A1
| Plaats | Club            | Wed. | W | G | V | Saldo | Ptn. |
| ------ | --------------- | ---- | - | - | - | ----- | ---- |
| 1.     | Taguatinga      | 4    | 3 | 1 | 0 | 9:3   | 10   |
| 2.     | Capital         | 4    | 3 | 1 | 0 | 8:2   | 10   |
| 3.     | Brazlândia      | 4    | 2 | 0 | 2 | 11:4  | 6    |
| 4.     | Ceilandense     | 4    | 1 | 0 | 3 | 11:9  | 3    |
| 5.     | CFZ de Brasília | 4    | 0 | 0 | 4 | 6:27  | 0    |

|  | Gekwalificeerd voor tweede fase |

### Groep A2
| Plaats | Club            | Wed. | W | G | V | Saldo | Ptn. |
| ------ | --------------- | ---- | - | - | - | ----- | ---- |
| 1.     | Planaltina      | 5    | 4 | 1 | 0 | 9:4   | 13   |
| 2.     | Legião          | 5    | 4 | 0 | 1 | 14:7  | 12   |
| 3.     | Botafogo        | 5    | 2 | 1 | 2 | 7:7   | 7    |
| 4.     | SEP Samambaense | 5    | 2 | 0 | 3 | 10:13 | 6    |
| 5.     | Brasília        | 5    | 1 | 1 | 3 | 6:8   | 4    |
| 6.     | Cruzeiro        | 5    | 0 | 1 | 4 | 5:12  | 1    |

|  | Gekwalificeerd voor tweede fase |

## Tweede fase
In geval van gelijkspel worden strafschoppen genomen, tussen haakjes weergegeven. 
|  | halve finale | halve finale | halve finale | halve finale |  |            | finale | finale | finale | finale |
|  |              |              |              |              |  |            |        |        |        |        |
|  |              |              |              |              |  |            |        |        |        |        |
|  | Legião       | 0            | 0            | 0            |  |            |        |        |        |        |
|  | Taguatinga   | 3            | 2            | 5            |  |            |        |        |        |        |
|  |              |              |              |              |  | Taguatinga | 1      |        | 1 (4)  |        |
|  |              |              |              |              |  | Capital    | 1      |        | 1 (5)  |        |
|  | Capital      | 2            | 1            | 3            |  |            |        |        |        |        |
|  | Planaltina   | 1            | 1            | 2            |  |            |        |        |        |        |

### Kampioen
| Campeonato Brasiliense de 2018 - Segunda Divisão |
| Federaal District                                |
| ------------------------------------------------ |
| CAPITAL Kampioen (2° titel)                      |